# Armagedón (álbum)
Armagedón es el quinto álbum de estudio del cantante mexicano Humbe, lanzado el 28 de noviembre de 2024 de forma independiente, tras su separación de Sony Music México. Este marca una transición artística y conceptual, explorando la destrucción emocional mediante una metáfora astral. Su lanzamiento sorpresa cerró su exitosa gira Esencia Tour.

## Antecedentes y lanzamiento
Tras el éxito de Esencia (2023) y una gira con entradas agotadas, Humbe optó por independizarse y lanzar su nuevo proyecto de forma autoeditada, marcando una ruptura con su anterior discográfica. Aunque estuvo cerca de no ver la luz, fragmentos filtrados en SoundCloud —ampliamente compartidos por sus seguidores— lo motivaron a publicarlo. Concebido como un “experimento cósmico”, el propio Humbe lo describe como un álbum “hecho por el universo”.
Inspirado en la película Armageddon (1998), el disco utiliza la imagen de un meteorito como símbolo de relaciones amorosas destructivas: “Algo hermoso que termina por destruir tu esencia”. Producido íntegramente por el artista entre 2023 y 2024, el álbum explora una fusión de sonidos que van del pop latino y R&B a afrobeats y elementos experimentales, reflejando una evolución tanto musical como emocional.
El sencillo «Kintsugi», cuyo nombre alude a la técnica japonesa de reparar cerámica con oro, fue inicialmente descartado. Sin embargo, su demo se viralizó en redes, y la respuesta masiva del público —superando los 97 millones de reproducciones en Spotify— lo llevó a reconsiderarlo. A partir de ahí, Humbe revisó su material inédito y lo transformó en Armagedón. El proceso creativo, que él mismo define como una etapa de paz, le permitió explorar un lado más sensual y audaz de su característico pop emocional.

## Lista de canciones
Todas las canciones escritas por Humberto Rodríguez.
| ARMAGEDÓN |                   |          |  |
| N.º       | Título            | Duración |  |
| 1.        | «ASTROS⭑★°•⭑»     | 3:35     |  |
| 2.        | «KINTSUGI»        | 3:57     |  |
| 3.        | «BANDERA»         | 2:44     |  |
| 4.        | «SAGITARIO A*»    | 3:45     |  |
| 5.        | «TINTO DE VERANO» | 3:47     |  |
| 6.        | «LOOP»            | 3:48     |  |
| 7.        | «1960»            | 6:10     |  |
| 8.        | «novatos»         | 2:28     |  |
| 9.        | «armagedón»       | 3:47     |  |
| 10.       | «bien hecho»      | 4:01     |  |
| 38:07     |                   |          |  |

## Historial de lanzamiento
| Región | Fecha de lanzamiento    | Formato                     | Ref.  |
| ------ | ----------------------- | --------------------------- | ----- |
| Varios | 28 de noviembre de 2024 | Streaming, descarga digital | [ 7 ] |